# Article 142 de la Constitution belge
Pour un article plus général, voir Constitution de la Belgique.

L'article 142 de la Constitution de la Belgique fait partie du titre III « Des pouvoirs », chapitre V « De la Cour constitutionnelle, de la prévention et du règlement de conflits », section II « De la Cour constitutionnelle ». Il crée la Cour constitutionnelle et détermine ses compétences.
Il a été ajouté à la Constitution (sous le numéro 107 ter) lors de la deuxième réforme de l'État, le 29 juillet 1980. Il a été modifié en 1988, en 2007 et en 2014.

## Texte actuel
« Il y a, pour toute la Belgique, une Cour constitutionnelle, dont la composition, la compétence et le fonctionnement sont déterminés par la loi.
Cette Cour statue par voie d'arrêt sur :
1. les conflits visés à l'article 141 ;
2. la violation par une loi, un décret ou une règle visée à l'article 134, des articles 10, 11 et 24 ;
3. la violation par une loi, un décret ou une règle visée à l'article 134, des articles de la Constitution que la loi détermine.

La Cour peut être saisie par toute autorité que la loi désigne, par toute personne justifiant d'un intérêt ou, à titre préjudiciel, par toute juridiction.
La Cour statue par voie de décision sur chaque consultation populaire visée à l'article 39 bis, préalablement à son organisation, dans les conditions et selon les modalités fixées par la loi.
La loi peut, dans les cas et selon les conditions et les modalités qu'elle détermine, attribuer à la Cour la compétence de statuer, par voie d'arrêt, sur les recours formés contre les décisions des assemblées législatives ou de leurs organes, en matière de contrôle des dépenses électorales engagées pour les élections pour la Chambre des représentants.
Les lois visées à l'alinéa 1er, à l'alinéa 2, 3°, et aux alinéas 3 à 5, sont adoptées à la majorité prévue à l'article 4, dernier alinéa. »

## Principe et évolution
La fédéralisation de l'État belge a amené la possibilité que différents pouvoirs législatifs se contredisent ou empiètent sur les compétences des uns ou des autres. Afin de régler ces conflits, une Cour d'arbitrage est créée en 1980 ; il s'agit alors de la première juridiction belge capable d'annuler une loi. Son nom reflète sa mission première de règlement des conflits.
En 1988, lors de la troisième réforme de l'État, les compétences de la Cour sont étendues au contrôle du respect des actuels articles 10 (égalité des Belges devant la loi et, depuis 2002, égalité des hommes et des femmes), 11 (absence de discrimination) et 24 (liberté de l'enseignement) ; il s'agit du 2° de l'alinéa 2. En outre, il est introduit (3° de l'alinéa 2) la possibilité d'étendre les compétences de la Cour via une loi spéciale. Ceci sera fait en 2003 : la Cour est désormais compétente pour tout le titre II de la Constitution (« Des Belges et de leurs droits ») — c'est-à-dire les articles 8 à 32 — ainsi que pour les articles 170 (tout impôt doit être établi par une loi), 172 (égalité de traitement face aux impôts) et 191 (protection des étrangers). En 2007, le contrôle de constitutionnalité ayant dépassé le simple arbitrage entre entités fédérées ou fédérale, la Cour prend son nom actuel de Cour constitutionnelle.
En 2014, lors de la sixième réforme de l'État, les compétences de la Cour sont étendues (ajout des alinéas 4 et 5) au contrôle des consultations populaires régionales, qui ont été simultanément introduites dans la Constitution (article 39 bis), et à celui des dépenses électorales. En outre, une loi spéciale ajoute également le contrôle de la loyauté fédérale (article 143, alinéa premier).